# 하남종합운동장
하남종합운동장(河南州綜合運動場, Hanam Stadium)은 대한민국 경기도 하남시에 있는 스포츠 시설이다. 인조잔디 필드와 천연탄성고무 트랙이 갖춰진 다목적 경기장이며, 2007년 10월에 준공되었다.

## 참고 문헌
- “하남종합운동장”. 하남도시공사.
- “하남종합운동장”. 하남도시공사. 2020년 7월 16일에 원본 문서에서 보존된 문서. 2020년 7월 16일에 확인함.
- “하남종합운동장”. 하남시청.
- 〈하남종합운동장〉. 《두피디아》. 두산.
- 《전국 공공체육 시설 현황 (2017년말 기준)》. 대한민국 문화체육관광부. 2019.
- 《2019년 전국 공공체육시설 현황 (2018년말 기준)》. 대한민국 문화체육관광부. 2020.
- 《2023 전국 공공체육시설 현황 (2022년 12월말 기준)》. 대한민국 문화체육관광부. 2024.

## 같이 보기
- 하남종합운동장 보조경기장